# Ishi-no-Hōden
Ishi-no-Hōden (jap. 石の宝殿 „Kamienne Sanktuarium”) – megalit, który znajduje się w japońskim mieście portowym Takasago, w prefekturze Hyōgo, nad Morzem Wewnętrznym (Seto-naikai).

## Opis
Jest to kamienny blok o dziwnym kształcie, który mu nadano poprzez wykucie w zboczu góry i usunięcie skały wokół niego. Ma on rozmiary: 7,4 x 6,5 x 5,5 m, a masa jest szacowana na ok. 500 ton. Jest on zatem znacznie większy, niż jakikolwiek blok użyty do budowy Wielkiej Piramidy w Gizie (największy 80 ton). Ocenia się, że ten kamienny blok został wykuty w okresie Jōmon (od 12 000 p.n.e. do 300 p.n.e.). Kamień jest opasany świętym sznurem shimenawa, który wskazuje na obecność bogów (kami), zaznaczając świętość czczonego miejsca.
Nazywany jest także Uki-ishi („Płynący Kamień”), gdyż zdaje się unosić ponad wodą niewielkiego stawu, który został utworzony pod kamieniem. Jego podstawa zwęża się tak, że wydaje się, iż jest on zawieszony nad wodą w powietrzu. Staw, choć wydaje się płytki, nie wysycha, nawet w okresach dotkliwej suszy. Jest to zapewne spowodowane obecnością wód podziemnych, ponieważ kamień jest wycięty znacznie poniżej szczytu góry. Z tego powodu wodzie pod kamieniem przypisano właściwości lecznicze.

## Hipotezy
Na temat stworzenia tego kamienia istnieje kilkadziesiąt legend, hipotez i teorii.
Według mitologii shintō, dwaj bogowie: Ōkuninushi (znany również jako Ōnamuchi, Yachihoko, Ōkunitama – Posiadacz Wielkiej Krainy, bóg magii, pokonał złe duchy, rozwinął kraj, tworzył naród, rolnictwo i medycynę) i Sukunabikona (Sukunahikona, Sukuna-Bikona-no-kami, bóg uzdrawiania i sake, kojarzony z gorącymi źródłami), próbowali zbudować w ciągu jednej nocy kamienny zamek, aby rządzić narodem. Jednak budowa została przerwana, gdyż bóstwa regionu zbuntowały się przeciwko nim. Od tego czasu do dziś struktura ta pozostała nienaruszona.
Według niektórych, kamień został wykuty w VI wieku na polecenie Mononobe no Moriya, przywódcy rodu Mononobe, starożytnego klanu w okresie Yamato (250–710). Był on zaciętym przeciwnikiem buddyzmu, który w tym czasie został wprowadzony do Japonii z kontynentu.

## Historia
Zgodnie z historią miasta Takasago, Ishi-no-Hōden był już dobrze znany w okresie Nara (710–794). Istnienie kamienia zostało udokumentowane w Harima no kuni no fudoki (starożytne kroniki, które opisują prowincję Harima) 1300 lat temu. W okresie późniejszym, wraz z rozwojem cywilizacyjnym rejonu Kansai, obok tego kamienia powstał chram shintō, o nazwie Ōshiko, właśnie ku czci boga Ōkuninushi (Ōkuni-nushi-no-kami). 
Philipp Franz Balthasar von Siebold, niemiecki lekarz i botanik, który wprowadził zachodnią medycynę do Japonii, zatrzymał się podczas swojej podróży z Nagasaki do Edo (ob. Tokio) w 1826 roku i sporządził szczegółowe szkice tego tajemniczego kamienia.

## Galeria

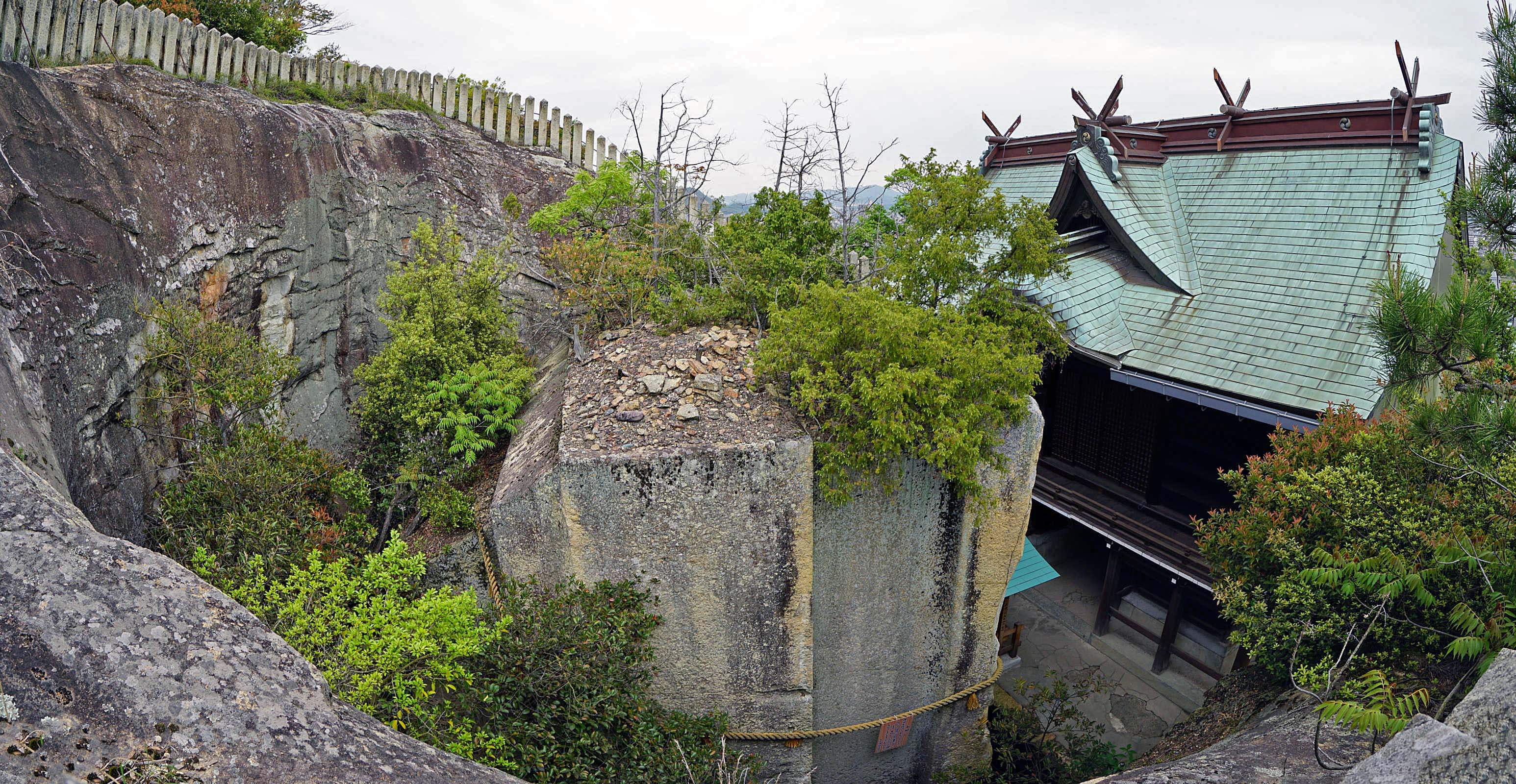
Ishi-no-Hōden i chram Ōshiko
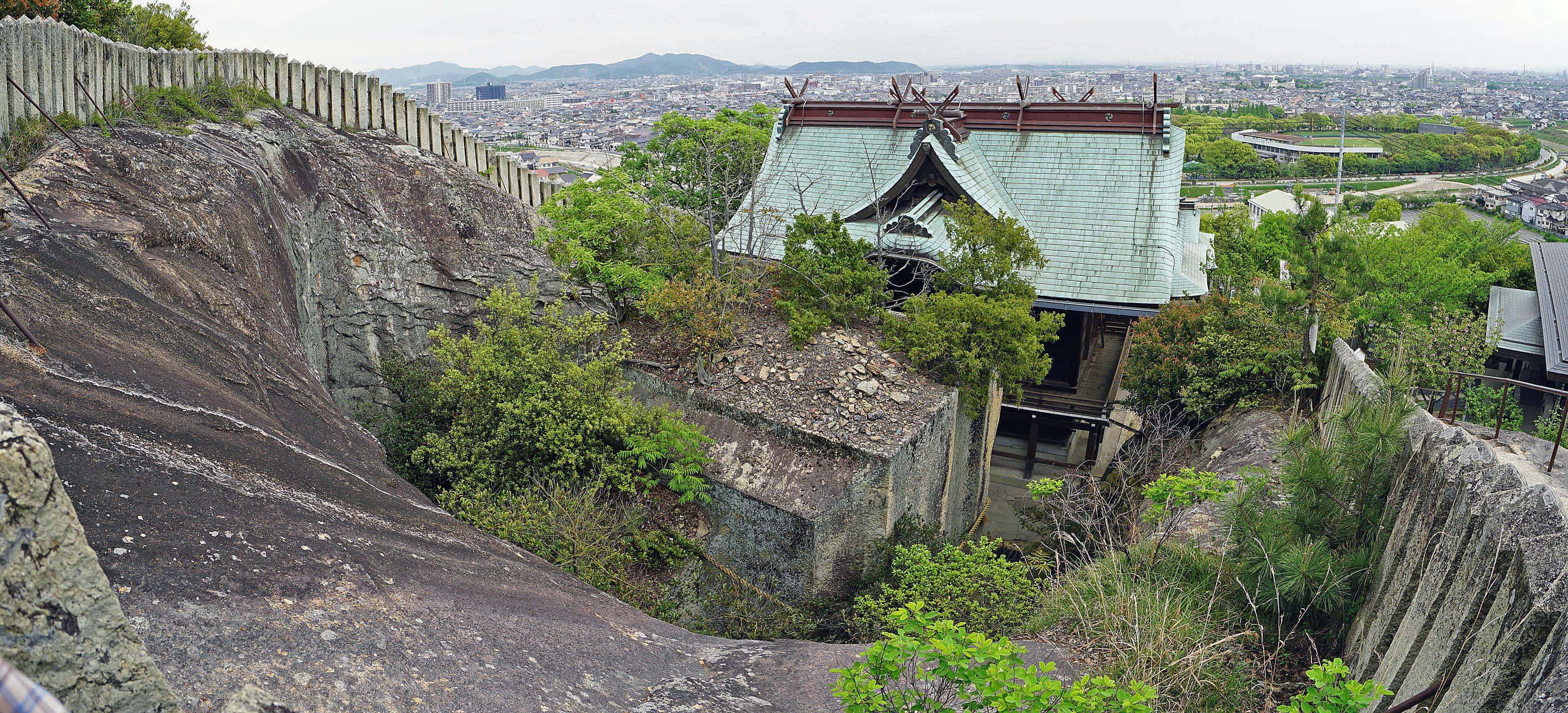
Panorama
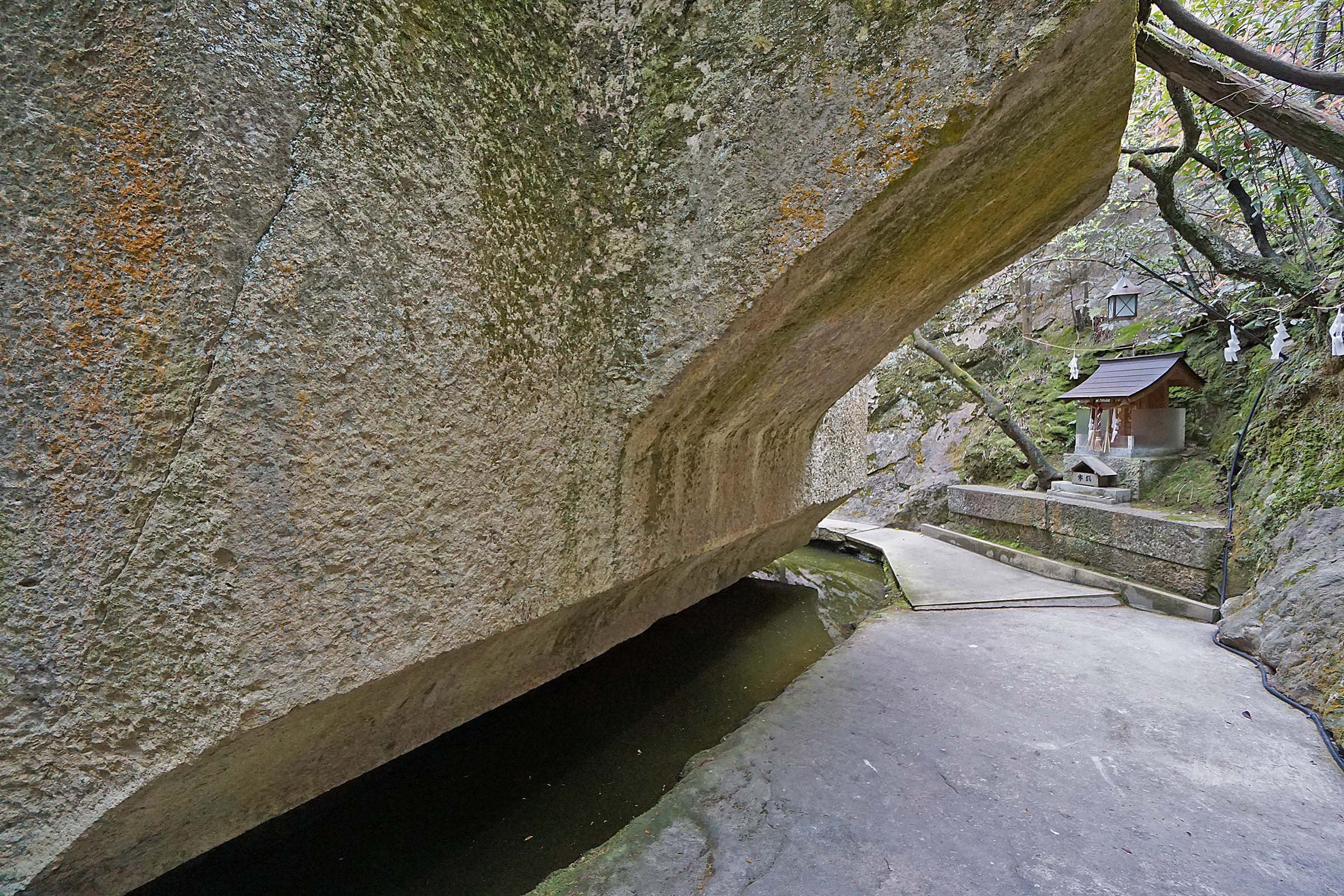
Podstawa kamienia i staw pod nim